# Im Land der letzten Dinge
Im Land der letzten Dinge ist ein dystopischer Briefroman von Paul Auster, der 1989 bei Rowohlt erschien. Das Original kam 1987 unter dem Titel In the Country of Last Things bei Viking Penguin in New York heraus.
Die junge Frau Anna Blume ist mehrere Jahre in einer nicht benannten Großstadt eingeschlossen. Von den ungeheuerlichen Erlebnissen während ihres Überlebenskampfes berichtet Anna einem nicht benannten Jugendfreund.

## Handlung
Der Tod begegnet in jener großen untergehenden Stadt der obdachlosen jüdischen Briefschreiberin Anna auf Schritt und Tritt. So schreibt Anna z. B. von den „Rennern“. Das sind Mitglieder einer Vereinigung, die sich von Zeit zu Zeit in einem kollektiven, gut vorbereiteten „Todeslauf“ kreuz und quer durch die Straßen der Stadt zu Tode rennen. Oder Anna berichtet vom „Letzten Sprung“, einem „öffentlichen Ritual“ des „blitzschnellen Sterbens“. Der Springer macht seinem Leben ein Ende, indem er sich vom Dach eines Hochhauses stürzt und „auf die Straße herunterfliegt“. Verstorbene liegen öfter herum an den Straßenrändern der Stadt; besonders während harter Winter. Die städtische Gesetzgebung folgt der Notlage. Tote dürfen nicht beerdigt werden, weil die Leichname als Brennstoff zur städtischen Energieversorgung herhalten müssen. Ein weiterer „Energieträger“ sind die Fäkalien für die Methangewinnung. Das Fäkaliensammeln ist eine der Hauptbeschäftigungen des normalen Bürgers. Außerdem gibt es unter der Stadtbevölkerung noch die Plünderer und die Materialjäger. Anna streicht als Jägerin nach allen möglichen ausschlachtbaren Materialien durch die Straßen. Das ist gefährlich. Das junge Mädchen könnte beraubt oder gar vergewaltigt werden. Anna ist von außerhalb in die Stadt gekommen. Daheim hatte sie privilegiert „voller bourgeoiser Pracht“ ganz unbeschwert dahingelebt. Nun, auf der Suche nach ihrem verschollenen älteren Bruder, dem Reporter William Blume, tappt die Wohnungslose im Dunkeln. Williams Chef hatte den fähigen Reporter Samuel Farr – Sam genannt – auf die Suche nach dem Vermissten ausgeschickt. Doch auch Sam bleibt spurlos verschwunden.
Als ein Pulk Renner auf einem seiner Todesläufe die alte Materialjägerin Isabel um ein Haar zu Tode trampelt, stürzt sich Anna mutig in das Gedränge und rettet der alten Frau das Leben. Isabel nimmt Anna zum Dank in ihrem Wohnraum auf. Isabel lebt mit ihrem Mann Ferdinand zusammen. Das Paar hatte mehrere Kinder. Anna übersteht in ihrer neuen Bleibe den großen Teil des strengen Winters. Ab und zu masturbiert das Mädchen nachts. Daraufhin will der alte Ferdinand, offenbar hellhörig geworden, nächtlichen Sex mit Anna. Das kräftige Mädchen würgt den Greis. Am folgenden Morgen liegt der Abgewiesene tot in seiner Ecke. Isabel und Anna schleppen die Leiche auf das Hausdach und täuschen einen Letzten Sprung vor. Mit Isabel geht es gesundheitlich bergab. Die alte Frau stirbt einen qualvollen Tod. Erst kann sie nicht mehr sprechen. Anna ersteht ein teures großes blaues Notizbuch. Schließlich funktioniert auch die schriftliche Kommunikation nicht mehr. Zuletzt versagt der Kranken die Kehle den Dienst. Die Greisin kann nicht mehr schlucken und erstickt am eigenen Speichel. Räuberische Nachbarn jagen Anna gleich nach dem Todesfall aus dem Wohnraum hinaus in den Spätwinter.
Auf der Flucht vor der Polizei rettet sich Anna in die Nationalbibliothek. In diesem Refugium residieren hinter dicken Mauern religiöse Gruppen und Wissenschaftler. Anna erreicht auf ihrer Flucht die jüdische Gemeinschaft und der Rabbi hilft Anna bei der Suche nach Sam. Der Journalist lebt auch im Gebäude der Nationalbibliothek und schreibt an einer umfänglichen Reportage über die unglaublichen Vorgänge in der Stadt. Anna quartiert sich bei dem Junggesellen ein. Die beiden beginnen ein Liebesverhältnis und Anna wird schließlich schwanger. Als die junge Frau ihren Gönner, den Rabbi, aufsuchen will, sitzt der Ethnograph Henri Dujardin an seiner Stelle. Dujardin hat keine Zeit für die Besucherin. Er untersucht die Knochen anonymer Leichen. Die Juden wurden aus der Nationalbibliothek „entfernt“. Kurios: Anna hilft Sam beim Verfassen seines Buches und verfeuert gleichzeitig – im Kampf gegen den Winter – systematisch wertvolle Bestände der Nationalbibliothek. Herodot und Cyrano de Bergerac wandern durchs Ofenloch und gehen in Flammen auf. Sam, der werdende Vater, sorgt sich sehr um die Gesundheit Annas. Doch ein Paar wasserdichte Schuhe für sie kann der Journalist Sam nicht besorgen. Das aber vermag – so scheint es – der „pedantische Schleicher“ Dujardin. Unter dem Vorwand der Beschaffung neuer Schuhe lockt der Ethnograph die junge Frau in ein „Menschen-Schlachthaus“. Hals über Kopf flieht Anna vor der Abschlachtung. Auf dieser Flucht verliert sie nach einem Fenstersturz das Bewusstsein. Als Anna erwacht, hat sie ihr ungeborenes Kind verloren und liegt im Woburn House, einem weiteren Refugium mitten in der sterbenden Stadt.
Nach ihrer Genesung ist Anna bei Victoria Woburn im Woburn House fest angestellt. Die junge Anna führt im Vestibül des Woburn Houses „Vorstellungsgespräche“ mit den von der Straße in Scharen hereindrängenden potentiellen Patienten. Mr. Otto Frick, der gute Geist des Hauses, hält nachdrängende Bewerber um ein Krankenhausbett mit einem Gewehr in Schach. Das Woburn House, dieses gemeinnützige Krankenhaus, wird finanziert aus Verkäufen seines Inventars. Victoria, die weltverbesserische Leiterin des Hauses, kann den „Verfall der Dinge“ nicht aufhalten und steuert mit den Verkäufen über den Agent Boris Stepanovich auf den eigenen geschäftlichen Ruin zu. Victoria und die schwermütig gewordene Anna entdecken Gemeinsamkeiten. Beide haben Mann und Kinder verloren. Trost finden die Frauen in einem lesbischen Verhältnis. Als der inzwischen sehr heruntergekommene Sam nach einem Jahr in einem Vorstellungsgespräch um Aufnahme in das Woburn House bittet, kommt es zur Wiedervereinigung des Liebespaares Anna und Sam. Victoria zeigt menschliche Größe, indem sie Sam aufnimmt und den beiden Freiraum gewährt. Nachdem er genesen ist, hat Victoria eine gute Idee. Da ihr Vater verstorben ist, steht das Krankenhaus ohne Arzt da. Victoria ersinnt eine „Maskerade“. Sam wird als neuer Arzt Dr. Farr ausstaffiert. Der Journalist findet an dem neuen „Beruf“ Gefallen. Erfährt er doch von den geheimsten Gedanken seiner ahnungslosen „Patienten“.
Der Verfall des Woburn Houses ist unaufhaltsam. Dann stirbt auch noch Mr. Frick. Victoria setzt die streng verbotene Beerdigung des Toten im Garten des Woburn Houses an. Allen Widrigkeiten zum Trotz führt Victoria das Woburn House weiter. Anna hat nun während der Vorstellungsgespräche einen neuen Wächter. Mr. Fricks Enkelsohn Willie steht ihr mit Gewehr im Anschlag zur Seite. Victoria wird wegen der Erdbestattung angezeigt, kommt aber nach Zahlung einer Summe Geldes ansonsten ungestraft davon. Die Leiche Mr. Fricks wird exhumiert und zur „Verwertung“ (s. o.) abtransportiert. Willie kann das nicht verwinden und richtet mit einem Maschinengewehr ein Blutbad unter den Insassen des Woburn Houses an. Der Amokläufer wird von Sam erschossen. Victoria schließt notgedrungen das Woburn House, und sie überwintert zusammen mit Anna, Sam und Boris in dem Haus. Das hölzerne Inventar des Woburn Houses fällt der Winterkälte zum Opfer. Die vier Bewohner bereiten die Flucht mit dem Automobil aus der Stadt für den herannahenden Frühling vor. Den Bruder William konnte Anna allerdings nicht finden.

## Zitate
Wozu immer man sich entschließt, man wird es bereuen, und zwar bis an sein Lebensende.
Jedesmal wenn du denkst, die Antwort auf eine Frage zu kennen, stellst du fest, dass die Frage keinen Sinn ergibt.

## Form
Stil
Dieser lange Brief, also der Inhalt des vorliegenden Romans, wird erst in das große blaue Notizbuch (s. o.) geschrieben, nachdem das Woburn House für die Öffentlichkeit geschlossen wurde.
Der Romantitel weist auf die im Text allgegenwärtige Endzeitstimmung hin. Der Leser mit starken Nerven ist gefragt bei der doch ziemlich unappetitlichen Lektüre. Zum Beispiel muss der Leser seinen Ekel niederkämpfen, wenn Ferdinands Mäusejagd beschrieben wird. Der widerwärtige Alte fängt die Nager lebendig, röstet und verspeist sie, spuckt die Knöchel aus und nimmt die Knochen als Baumaterial für seine Miniaturschiffe.
Zufälle
- Zufällig erhält Anna von Isabel Unterkunft.
- Zufällig kennt ein Mitglied der jüdischen Gemeinschaft (Samuel Farr) und verweist Anna an ihn in der Nationalbibliothek.
- Zufällig wird Anna von Victorias Mitarbeitern nach ihrem Fenstersturz aufgelesen.
- Zufällig kreuzt Sam im Woburn House vor Annas Schreibtisch zu einem „Vorstellungsgespräch“ auf und kurbelt somit die Handlung an.

Tenor
Unübersehbar herrscht – bei allem Grausen – ein Sentiment im Roman vor. Damit ist die Unzerstörbarkeit der Protagonistin Anna gemeint: Zwar wird nicht rosarot gemalt, doch für Anna geht alles gut aus. Zwar ist Anna zum Schluss noch in der großen Stadt gefangen, doch der Leser darf auf ein Gelingen der bestens organisierten motorisierten Flucht hoffen. Zwar geht Anna aus allen Anfechtungen beschädigt, doch geläutert hervor. So kann sie zum Schluss, durch Erfahrung klug geworden, dem Adressaten ihres ellenlangen Briefes gute Ratschläge geben: Bleib um Gottes Willen draußen! Lass dich nie in die große Stadt locken!

## Rezeption
- Paul Auster spiele „mit Science-fiction-Versatzstücken“[5].
- „Paul Auster hat... der Welt eine Dimension hinzugefügt“[6].
- Wolfgang Pollanz: „Der in New York lebende Autor Paul Auster hat die Geschichte von In The Country Of Last Things zwar in einer nahen Zukunft angesiedelt, will uns mit seinem Buch aber viel mehr über heutige Verhältnisse erzählen, indem er einige in urbanen Zentren Amerikas und Europas bereits real existierende Entwicklungen konsequent weiterdenkt, auch wenn man sich heute nicht vorstellen kann bzw. will, ‚daß der Verfall der Dinge ein solches Ausmaß annehmen würde‘, wie es an einer Stelle heißt.“ – „Austers Buch spricht aber auch über die Kraft der Liebe inmitten der Zerstörung und von den letzten Resten von Humanität.“[7]

## Verfilmung
Der Argentinier Alejandro Chomski begann 2008 mit einer Verfilmung des Romans. Das Drehbuch schrieb Paul Auster selbst, Eva Green sollte die Hauptrolle spielen.
2020 erschien der Film, mit Maria de Medeiros und Juan Fernández in den Hauptrollen.